# Luria isabellamexicana
Luria isabellamexicana is een slakkensoort uit de familie van de Cypraeidae. De wetenschappelijke naam van de soort is voor het eerst geldig gepubliceerd in 1893 door Stearns.